# Skalica (distrito)
O Distrito de Skalica (eslovaco: Okres Skalica) é uma unidade administrativa da Eslováquia, situado na Trnava (região), com 46.791 habitantes (em 2001) e uma superficie de 359 km². Sua capital é a cidade de Skalica.

## Demografia
| Ano:        | 1994   | 2004   | 2014   | 2024   |
| ----------- | ------ | ------ | ------ | ------ |
| Broj ljudi: | 46 384 | 47 134 | 46 934 | 46 764 |
| Razlika:    |        | +1,61% | -0,42% | -0,36% |

| Ano:               | 2023   | 2024   |
| ------------------ | ------ | ------ |
| Número de pessoas: | 46 916 | 46 764 |
| Diferença:         |        | -0,32% |

## Cidades
- Gbely
- Holíč
- Skalica (capital)

## Municipios
| - Brodské - Dubovce - Chropov - Kátov - Kopčany | - Koválovec - Letničie - Lopašov - Mokrý Háj - Oreské | - Petrova Ves - Popudinské Močidľany - Prietržka - Radimov | - Radošovce - Trnovec - Unín - Vrádište |